# Каноны богослужения в иудаизме
Кано́ны богослуже́ния в иудаи́зме (греч. κανών — «прямая палка, шнур, линейка», от κάννα — «тростник, трубка», от ивр. קנה‎ — «тростник»), также носах (נֹסַח‎), нусах (נֻסַּח‎) — распорядок молитв, принятый в определённой иудейской общине.

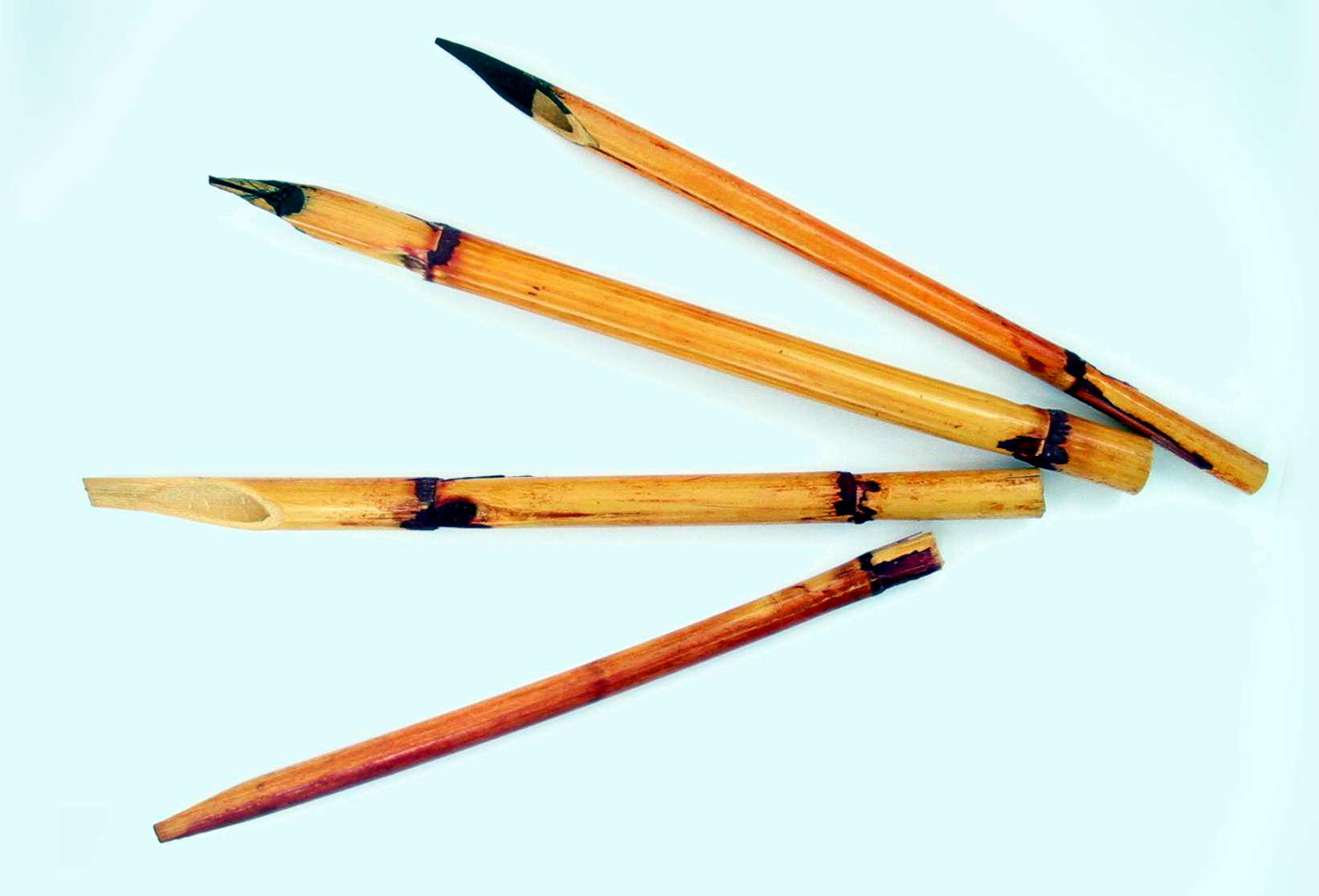
Кульмус — тростниковое перо для написания пергаментных (папирусных) свитков (сидура, агады)

## История возникновения
Изначально иудаизм был религией Израильских племён, населявших Ханаан. Центром религии с X века до н. э. стал Храм в Иерусалиме. После разрушения Храма в начале VI века до н. э. иудейское богослужение, состоявшее в первую очередь из жертвоприношений, вынужденно изменило свой характер и стало состоять из молитв. В связи с появлением диаспоры молитвенное богослужение сохранило своё значение и после восстановления Храма. Исследователи[кто?] полагают, что в канун иудейского восстания 10% населения Римской империи составляли иудеи. После разрушения Храма в 70 году н. э. и изгнания иудеев из Иерусалима центры иудаизма переместились в другие регионы.
В I тысячелетии н. э. появились 2 центра сосредоточения иудейской учёности, один — Вавилония, другой — Палестина, между которыми имелись различия в ряде религиозных вопросов. Позже, вследствие разбросанности иудейских общин появились и другие литургические традиции, которые оформились в различные молитвенные каноны. Тогда же в иудаизме появилась потребность в записи религиозных текстов, в том числе и текстов молитв.
Первым молитвенником стал «Седер рава Амрама гаона», составленный в IX веке главой сурской академии в Мата-Мехасии Амраном гаоном для барселонской общины, который он стал основой для создания молитвенного канона иудейских общин. Целью создания cидура Амрама гаона было установить доминирование вавилонского центра над иудейскими общинами других стран. Также известны сидуры: Саадии гаона (X век), Маймонида (XII век), махзор Витри, написанный учеником Раши (XI век).

## Вавилонский нусах

### Сефардский (испанский) канон
Сефардский канон (נוסח הספרדים‎, но́сах ха-сфаради́м) — в Средние века евреи называли Испанию как «Сфарад», отсюда название «сефардские евреи» или «сефарды». Первоначально название сефардского канона было «По обычаю сефардов» (כמנהג הספרדים‎, ке-минха́г ха-сфаради́м). Сегодня принято называть этот канон «Канон сефардов и восточных общин» (נוסח הספרדים ועדות המזרח‎, но́сах ха-сфаради́м ве-эдо́т ха-мизра́х), так как восточные евреи (мизрахим), в прошлом использовавшие другие каноны, в большинстве своём переняли канон сефардов.
Как следует из названия, родина этого канона — Испания. После изгнания евреев из Испании в 1492 году, они, мигрируя, оседали в еврейских общинах разных стран, куда и привезли с собой сефардский канон молитв и обрядностей иудаизма. В период, предшествовавший современной эпохе, сефардский канон представлял собой самый географически распространённый канон. Сефардские общины возникли в недавно открытой Америке, в Западной Европе (Амстердам, Лондон, Гамбург, Бордо), в Италии, на Балканах, в Малой Азии, в Северной Африке, на Ближнем Востоке (Египет, Сирия, Ливан, Святая земля и часть Ирака), и даже в городе Кочин в Индии.
Широко распространившись, сефардский канон сумел оттеснить различные местные обряды и традиции в тех общинах, в которых сефарды были решительней местных иудеев. Так случилось, например, в городе Халеб (Сирия), в различных общинах Северной Африки и на Балканах. Влияние сефардского канона было настолько велико, что новые каноны молитв, объединяющие сефардский канон с местным, создавали даже в тех регионах, в которые изгнанные сефарды исторически вообще не переселялись. Таким образом были созданы:
- Йеменский молитвенный канон шами, который является, в основном, сефардским с некоторыми элементами, перенятыми из древнего йеменского канона;
- Каноны ашкеназов-хасидов, которые являются объединением ашкеназского канона с сефардским.

Столь широкое распространение сефардского канона привело к появлению многочисленных его разновидностей. В еврейских общинах различных регионов немного изменённый сефардский канон передавали устно из поколения в поколения, а в наши дни для этих общин выпускают особые сидуры, например:
- Сидур «Рабби Ихиэль Сэви» основан на сефардском каноне, согласно обычаю горских евреев;
- Сидур «Тфилат Рефаэль» основан на сефардском каноне, согласно обычаю грузинских евреев;
- Сидур «Ве-зарах ха-шемеш» основан на сефардском каноне, согласно обычаю марроканских евреев;
- Сидур «Зхут Йосеф» основан на сефардском каноне, согласно обычаю турецких евреев и евреев Родоса.

### Ашкеназский (германский) канон
Ашкеназский канон (נוסח אשכנז‎) — название канона образовано от средневекового еврейского названия германских земель — Ашкеназ, отсюда название «ашкеназские евреи» или «ашкеназы», распространённое на все европейские общины иудеев. Во Франции до XIV века, в Англии до 1290 года существовал архаичный обряд, описание полного сидура которого сохранилось в составе сочинений «Эц хаим» («Древо жизни») Иакова бен Йехуды Хаззана из Лондона. Один из вариантов этой традиции практиковался также в трёх общинах Северной Италии (Асти, Фоссано и Монкальво, известны по акрониму AФaM), причем в Асти он просуществовал до 1965 года.
Когда ашкеназы мигрировали в страны Восточной Европы, с собой они привезли и ашкеназский канон молитв и обрядностей иудаизма. В связи с этим появились 2 варианта ашкеназского канона: германский (собственно, Ашкеназ) и австрийский (Эстрейх, позже называвшийся Полин — «польским»). Первый — распространён среди йекке-евреев городов-троицы (Франкфурт-на-Майне, Майнц, Вормс), и основан на обычаях Якова бен Моше Моэлина (1365—1427), второй — среди евреев Восточной Европы и опирается на обычаи Ицхака Айзика Тырнэ (ר' יצחק אייזיק טירנא‎). Следует заметить, что большинство евреев Восточной Европы отказались от ашкеназского канона в пользу хасидского, кроме евреев Литвы (нусах ха-Гра), где находился центр митнагдим, сохранивших восточный ашкеназский канон.

### Хасидский канон (канон сфарад)
Канон сфарад (נוסח ספרד‎) — является молитвенным каноном, принятым хасидским течением в Восточной Европе, а позднее, в результате распространения хасидизма, ставшим главным каноном евреев ашкеназского происхождения.
Несмотря на название, канон сфарад не является молитвенным каноном сефардских евреев, а одним из двух главных канонов ашкеназских евреев. Некоторые предпочитают называть канон сфарад «Каноном хасидов» для того, чтобы отличить его от молитвенного канона сефардов и общин Востока.
При возникновении хасидского течения его основатели стремились молиться по сефардскому молитвенному канону богослова XVI века Ицхака Лурия (Аризаля). Тем не менее, не желая полностью оставлять принятого в общинах обычая, они не заменили ашкеназский канон сефардским, а создали смесь сефардского и ашкеназского канонов.

### Йеменский канон
Йеменский канон (נוסח תימן‎) — канон евреев Йемена. В настоящее время йеменские евреи пользуются двумя канономи — шами, который представляет собой вариант объединения с сефардским и, собственно, йеменским, называемым также балади. В обоих канонах использован уникальный йеменский вариант произношения. Йеменские евреи считают свой богослужебный канон и своё произношение, якобы, наиболее древними и близкими к древнеизраильским.

### Итальянский канон

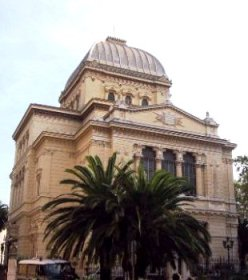
Римская синагога

Итальянский канон (נוסח איטליה‎, но́сах ита́лия — «канон Италии») или (מנהג איטליאני‎, минха́г италья́ни — «обычай итальянца») — является молитвенным каноном, практикуемым евреями Италии, которые по происхождению не являются ни сефардами, ни ашкеназами.
У евреев Италии имеется свой особый молитвенный канон. В Италии в прошлом, однако, существовали общины, происходившие из Испании (они молились по сефардскому канону) и из Германии (они молились по ашкеназскому канону). В свою очередь, итальянский канон не является каноном всех евреев Италии, а только тех потомков евреев Италии, которые мигрировали в Италию при разрушении второго Храма в Иерусалиме.

### Персидский канон
Персидский канон (נוסח פרס‎, но́сах парас — «канон Персии») — в прошлом был каноном богослужения евреев Персии и Средней Азии. Канон был полностью основан на сидуре Саадии Гаона (882—942), снабжённого комментариями на арабском языке, имел хождение от Испании и северной Африки через Йемен, Сирию и Ирак до Ирана и Средней Азии и в дальнейшем имел большое влияние на создание йеменского и персидского канонов. После кровопролитного вторжения монголов в Среднюю Азию, Иран и Ирак в XIII веке поредевшие иудейские общины, перешедшие с арабского языка на персидский, начали постепенно приходить в упадок в плане религиозной образованности, пока в XVIII веке не соприкоснулись с сефардами, пришедшими из соседней Османской империи. В конце XVIII века в Персию прибыл из Иерусалима посланник раввин Йосеф Маман (השד"ר הירושלמי ר' יוסף מאמאן‎), с целью сбора денег для еврейских общин Святой земли. В 1793 году он прибыл в Бухару и был потрясён, насколько иудеи Персии ошибочно понимают молитвы и обрядности иудаизма. Сидуры, основанные на персидском каноне, были рукописными и в небольшом количестве, а многие евреи вообще не умели молиться «по всем правилам». Рав Маман решил остаться в Бухаре и обучить местных евреев молитве и основным законам галахи. Для начала он убедил их перейти на сефардский канон и позаботился распространить среди них в достаточном количестве печатные сидуры, которые он привёз с собой. Несмотря на то, что среди персидских евреев многие стремились сохранить древнюю традицию, сефардский канон укоренился с тех пор в Персии и Средней Азии.

### Канон Ари
Канон Ари (נוסח הארי‎, ну́сах ха-Ари — «канон Аризаля») — вариант нусаха сфарад, используемый хасидами движения Хабад, названный по имени Ицхака Лурии (Аризаля), составленный основателем Хабада раввином Шнеур-Залманом.

### Канон Арам-Цубы
Канон Арам-Цубы (канон Арам-Цовы, נוסח ארם צובה‎, но́сах арам цова) — молитвенный канон евреев города Халеб (Алеппо) в современной Сирии. В отличие от большинства других еврейских общин Ближнего Востока община Халеба не перешла на сефардский носах, но сохранила свой особый ритуал, который до сих пор используют выходцы из Халеба, живущие в Израиле и США.

## Палестинский нусах

### Канон земли Израиля
Канон земли Израиля (נוסח ארץ ישראל‎, но́сах э́рец исраэ́ль — «канон земли Израильской») — это молитвенный канон, который был принят у иудеев Палестины, оставшихся в стране после разрушения второго Храма. Название этого канона было реконструировано современными исследователями иудейского богослужения. В рукописях каирской генизы сохранились и дошли до нас молитвенные каноны танаев и амораев, упоминающихся в палестинском Талмуде и мидрашах. Канон земли Израиля сохранялся в течение всего периода гаонов, в Египте он продержался до XIII века. Элементы канона земли Израиля сохранились в различных молитвенных канонах наших дней, в особенности в ашкеназском, итальянском и романиотском канонах.

### Романиотский (греческий) канон
Романиотский канон (נוסח הרומניוטים‎, но́сах ха-романиоти́м — «канон романиотов» или נוסח רומניא‎, но́сах рома́ниа — «византийский канон») — канон богослужения на греческом языке, практиковавшийся иудеями Греции и балканских общин. Например, молитва «Авину малкену» была составлена в виде «алфавитного» акростиха на основе 24-х букв греческого алфавита (этим объясняется строгий порядок 12-и серединных благословений молитвы «Шмоне эсре»), но позднее, после многочисленных изменений, порядок был нарушен.
В Средневековье евреи, как и сами византийские подданные, называли Византию «Романией» (греч. Ῥωμανία), отсюда название евреев Византии — «романиоты». В современной Греции осталась лишь небольшая еврейская община, большинство евреев было уничтожено в результате холокоста, а из оставшихся почти все эмигрировали в Израиль.
Поскольку и греческие, и итальянские евреи являются потомками древнего еврейского населения Римской империи, их молитвенные каноны были близки друг к другу. Некоторые исследователи полагают, что большинство романиотов в Византию попали напрямую из Святой земли — факт, который и повлиял на их канон, содержавший в себе древние иудейские традиции, которые в других молитвенных канонах уже исчезли или изменились. Особенно это проявляется в содержании пиютов (иудейских литургических поэм, которые поют во время религиозной службы), которые в романиотском каноне происходят в основном от древнеиудейских пайтанов (служителей при синагогах, ответственных за строгое хранение правил пения пиютов). Эти древнеиудейские пиюты были приняты также в итальянском каноне, ашкеназском, французском и отвергнуты в сефардском и йеменском канонах.
Романиотский канон почти полностью исчез после того, как в общины евреев Греции и Балкан переселились сефарды, изгнанные из Испании в 1492 году. Сефарды завезли свой сефардский канон, который и оттеснил романиотский. Сидуры, основанные на романиотском каноне, печатали в очень малом количестве. Романиотские общины до сих пор существуют в Греции (Афины, Янина, Халкида, Верия, Волос), Израиле (Тель-Авив, Иерусалим) и США (Нью-Йорк). В их литургии используются традиционные мелодии и читаются романиотские пиюты; в целом же они следуют сефардскому канону.